# Hedrich & Strauss Királymalma
Hedrich & Strauss Királymalma, 1948 után használt nevén Ferencvárosi Malom egy nagy múltú budapesti élelmiszeripari üzem, gőzmalom volt.

## Története
Az 1800-as évek második felében bekövetkező nagyipari fejlődés során számos gőzmalom épült Budapest területén. Ezek közé tartozott Hedrich & Strauss Királymalma is. A létesítmény 1880-ban épült fel Királymalom néven a Soroksári út – Tóth Kálmán utca – Vaskapu utca – Pápay István utca által határolt tömbön Soroksári út 104. (ma 44.) számon jegyezve. 1906-ban a tulajdonosok részvénytársasággá alakították át, neve ettől kezdve Királymalom Hedrich & Strauss Rt. lett.
A malmot 1948-ban államosították. Ezt követően Ferencvárosi Malom néven működött. A magyarországi rendszerváltást megérő kevés régi gőzmalom egyike volt. 2005-ben Light & Loft Galéria nyílt meg benne.
A malom 2008-ig működött, majd elbontották. (A 2009-es Google utcakép már csak üres telket mutat.) Érdekesség, hogy a bontás során 2 tonna tömegű második világháborús német óriásbombát találtak alatta bebetonozva. Ehhez hasonló a 2000-es években a híradás szerint nem került elő Magyarországon. Utólag derült ki, hogy a talált bombát még elásása idején ártalmatlanították. A malom tégláinak egy részét egy újpalotai templom építésénél használták fel.
A malom egyik, Soroksári út és Ipar utca találkozásnál fekvő épületét már 2001-ben elbontották.
Helyén ma irodaház áll.

## Korabeli térkép

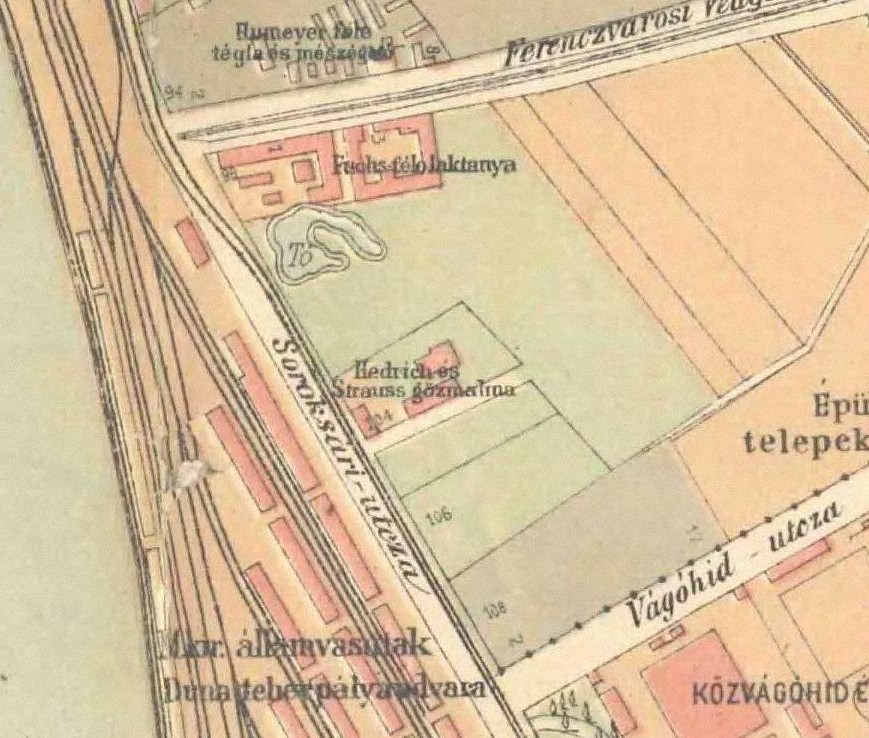
Részlet egy 1884-es Budapest térképről

## Egyéb irodalom
- Sebők Tibor: Leállt a Ferencvárosi Malom. 1. rész. Sütőiparosok, Pékek 55. 2008. 1. 20–21.